# 오봉진
오봉진(1989년 6월 30일 ~ )은 대한민국의 전직 축구 선수이다. 현역 시절 포지션은 미드필더였다.